# Головин, Вячеслав Александрович
Вячесла́в Алекса́ндрович Голови́н (28 марта 1959 — 26 марта 2018) — советский хоккеист.
Карьеру провёл в командах Ленинграда. Начинал играть в сезоне 1977/78 в команде второй лиги «Судостроитель». Затем выступал за СКА (Ленинград) (1978/79 — 1979/80, 1980/81 — 1981/82, 1984/85) и его фарм-клуб ВИФК / «Звезда» (1979/80 — 1980/81, 1982/83 — 1983/84, 1985/86 — 1986/87). В сезонах 1987/88 — 1989/90 играл в «Ижорце» из первой лиги. Завершал карьеру в финском клубе ТуТо.
В сезоне 1999/2000 — главный тренер юношеской команды СКА и сборной Северо-Запада. В сезонах 2002/03 — 2005/06 — европейский скаут команды НХЛ «Лос-Анджелес Кингз». Тренер команды «СКА-2» (2005/06), главный тренер команды «Комбат» первой лиги чемпионата России (2006/07 — 2007/08). Тренер юношеских команд СКА (2009/10 — 2011/12), «Невы» (2012/13 — 2013/14), «Форварда» (2014/15 — 2015/16), «Феникса» (2016/17).
Скончался 26 марта 2018 года в возрасте 58 лет.